# اندیس باریت بیدک
باریت بیدک یک اندیس غیرفلزی است که در حوالی شهر تفرش استان قم قرار دارد و مادهٔ معدنی موجود در آن، باریت است.سنگ میزبان این اندیس توفهای اسیدی گدازه های ریولیتی و توفهای آندزیتی است و دیرینگی آن به دوران ائوسن می‌رسد. در این اندیس، پاراژنز‌های کلسیت یافت می‌شوند.